# Donne in filosofia

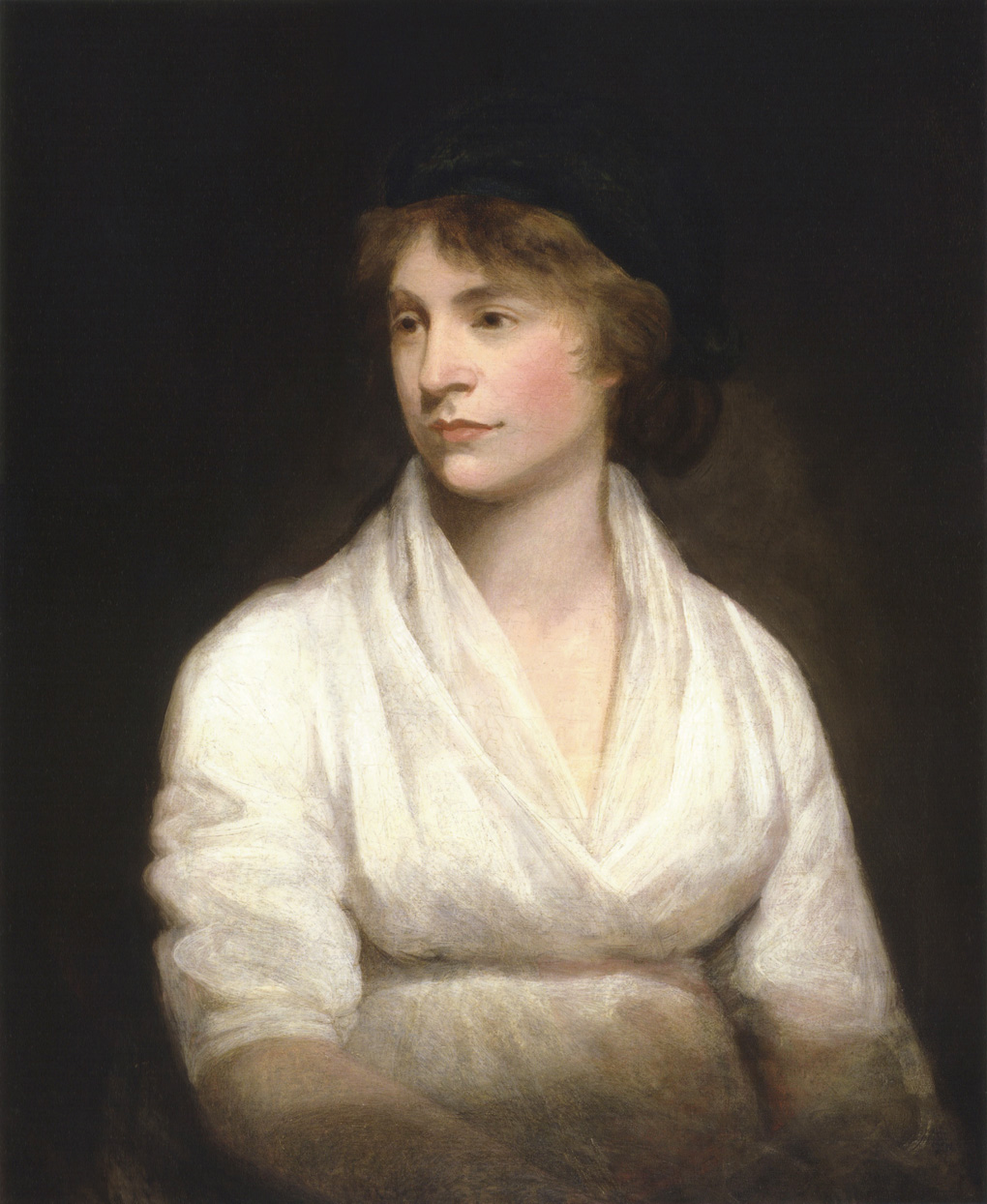
Mary Wollstonecraft, una delle precorritrici delle filosofie femministe del XVIII secolo.

Le donne in filosofia sono sempre state presenti nel corso della storia ma poche sono state riconosciute come filosofe e pochissime sono menzionate come autrici di opere filosofiche nel canone Occidentale.
Nella filosofia antica in Occidente, mentre la filosofia accademica era un dominio tipicamente maschile (su tutti Platone e Aristotele), sono state attive durante questo periodo pensatrici donne quali Ipparchia (attiva circa nel 325 a.C.), Arete di Cirene (V-IV secolo a.C.) e Aspasia di Mileto (470-400 a.C.). Una donna notevole della filosofia tardo-antica è stata Ipazia, vissuta nel V secolo.
Tra le donne dedite alla filosofia nel Medioevo si annoverano principalmente la badessa Eloisa, e la monaca Ildegarda di Bingen, che tradusse in concetti teologico-cosmologici le sue visioni mistiche, esprimendosi con competenza anche su materie che spaziavano dalla scienze naturali alla medicina, dalla linguistica alla letteratura, dal diritto alla politica.
Tra le esponenti più notevoli della filosofia moderna vi sono Mary Wollstonecraft (1759-97) e Margaret Fuller (1810-50). Donne influenti della filosofia contemporanea comprendono Edith Stein (1891-1942), Susanne Langer (1895-1985), Hannah Arendt (1906-75), Simone de Beauvoir (1908-86), Simone Weil (1909-1943), Mary Midgley (1919-2018), Mary Warnock (1924-2019), Julia Kristeva (nata nel 1941), Patricia Churchland (nata nel 1943) e Susan Haack (nata nel 1945).
Nei primi anni del XIX secolo alcuni college ed università del Regno Unito e degli Stati Uniti d'America hanno incominciato ad ammettere anche le donne, dando così vita a nuove generazioni di studiosi di sesso femminile. Tuttavia il rapporto del Dipartimento dell'Istruzione degli Stati Uniti d'America indica che a partire dal 1990 in poi proprio la filosofia è uno dei campi delle scienze umane meno proporzionato in relazione al genere. Le donne vengono a costituire meno del 17% degli iscritti alle facoltà di filosofia secondo alcuni studi.
Nel 2014 "Inside Higher Ed" ha descritto la filosofia come "la lunga storia della misoginia e della molestia sessuale di studentesse e professoresse". Jennifer Saul, insegnante di filosofia del linguaggio all'Università di Sheffield, ha affermato nel 2015 che le donne vengono "costrette a lasciare lo studio della filosofia dopo essere state ripetutamente molestate, assalite o sottoposte a ritorsioni". Già nei primi anni novanta l'associazione canadese di filosofia (ACPA) ha avvertito che effettivamente esiste uno squilibrio di genere e una polarizzazione di genere nel campo accademico filosofico.
Nel giugno 2013 un professore statunitense di sociologia ha dichiarato che su tutti i contributi e citazioni presenti nelle quattro più prestigiose riviste del paese, solo il 3,6% del totale era di mano femminile, mentre i redattori della Stanford Encyclopedia of Philosophy hanno sollevato preoccupazioni circa la sotto-rappresentazione delle filosofe e hanno sostenuto di avere bisogno di redattrici e scrittrici per garantire la rappresentazione dei contributi femminili.
Secondo Eugene Sun Park i filosofi sono prevalentemente di razza bianca e di sesso maschile, questa omogeneità esiste in quasi tutti gli aspetti e a tutti i livelli della disciplina. Susan Price sostiene che la filosofia accademica rimane una disciplina dominata dai maschi bianchi, il che si uniforma ancora al mito che il "genio" è correlato al genere. Secondo Jennifer Saul la filosofia, in quanto la più antica tra le scienze umane, è anche la più bianca e rimane in realtà appannaggio prevalente del sesso maschile (così come anche la matematica, seppur in misura minore), laddove invece altre aree sono più a zona di parità di genere.

## Sottorappresentazione e clima di lavoro
Nei primi anni novanta la "Canadian Philosophical Association" ha sostenuto che vi sono prove convincenti di squilibrio di genere in campo filosofico oltre a pregiudizi e parzialità in molti dei suoi prodotti teorici; nel 1992 l'Associazione ha raccomandato che almeno la metà delle posizioni filosofiche di rilievo dovrebbero essere occupate da donne.
In un articolo del 2008 intitolato Changing the Ideology and Culture of Philosophy: Not by Reason (Alone) Sally Haslanger, del dipartimento di linguistica e filosofia del Massachusetts Institute of Technology, ha affermato che i primi venti programmi di laurea in filosofia negli Stati Uniti d'America hanno dal 4 al 36% di donne frequentatrici di facoltà.
Nel 2013 il professore di sociologia all'Università Duke Kieran Healy ha dichiarato che di tutte le citazioni presenti nelle quattro riviste filosofiche di maggior prestigio gli autori femminili rappresentano solo il 3,65 del totale. I redattori della Stanford Encyclopedia of Philosophy (SEP) hanno espresso le loro preoccupazioni sulla sotto-iscrizione di filosofi donne, in quanto tale enciclopedia incoraggia gli autori e i suoi editori a contribuire a garantire che le voci non trascurino il lavoro delle donne o dei membri di gruppi sottorappresentati in generale.
Nel 2014 i professori Neven Sesardić e Rafael De Clercq hanno fatto pubblicare un articolo intitolato Women in Philosophy: Problems with the Discrimination Hypothesis; in cui si afferma che un numero nutrito di filosofi attribuisce la sottorappresentazione delle donne in filosofia in larga misura ai pregiudizi e alle parzialità (vedi sessismo) contro le donne, una vera e propria discriminazione.
Le prove citate comprendono le disparità di genere che aumentano lungo il percorso degli studi universitari fino a dopo che la cattedra è stata assegnata; la consacrazione di aneddoti discriminatori presenti nella storia filosofica; una ricerca verso la polarizzazione di genere nella valutazione di manoscritti, sovvenzioni e curricula vitae; la ricerca psicologica sulle preferenze implicite, sulla minaccia stereotipica ed infine il relativamente piccolo numero di articoli scritti da una prospettiva femminista nelle principali riviste.
Sesardic e De Clercq sostengono che i proponenti dell'ipotesi della discriminazione, tra cui vi sono anche molti filosofi di rilievo, hanno la tendenza a dimostrare i propri argomenti in una maniera del tutto selettiva e arbitraria.
La filosofa Sally Haslanger ha dichiarato nel 2008 che "risulta essere molto difficoltoso trovare un posto in filosofia che non sia attivamente ostile verso le donne e le minoranze, o almeno viene supposto che un filosofo di successo dovrebbe guardare e agire come un tradizionalista bianco". Haslanger afferma inoltre di aver sperimentato "occasioni in cui lo status di una donna in una scuola di laurea è stato messo in dubbio o perché era sposata o perché aveva avuto il tempo di avere un figlio, o infine perché aveva instaurato una relazione a distanza".

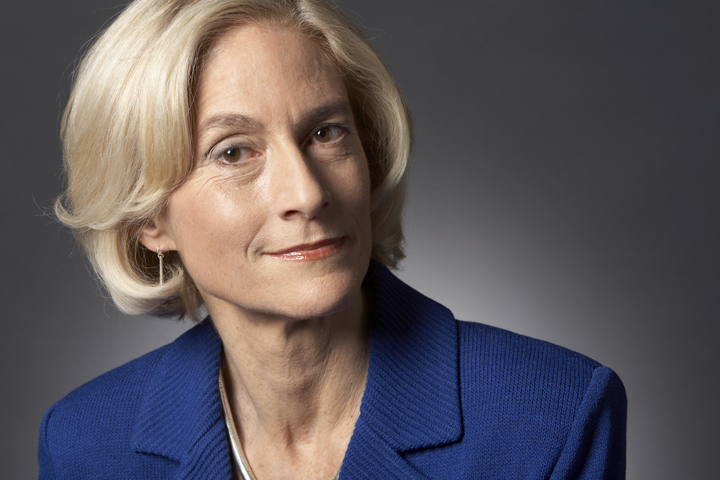
La filosofa statunitense Martha Nussbaum.

La filosofa Martha Nussbaum, che ha conseguito un dottorato di ricerca in filosofia all'Università di Harvard nel 1975, afferma di aver incontrato una grande discriminazione durante i suoi studi a Harvard, compresa la molestia sessuale e problemi di assistenza per la figlia.
Nel 2015 la britannica Mary Warnock ha affrontato la questione della rappresentazione delle donne nei dipartimenti di filosofia universitaria, dove il 25% degli iscritti alla facoltà sono donne. Warnock ha comunque affermato di essere "contraria ad una qualche forma d'intervento, come le "quote" (azione positiva) chiuse o altro per far aumentare le possibilità di rapporto di lavoro delle donne nella filosofia. Ha anche sostenuto che "non esiste nulla di intrinsecamente dannoso in questo squilibrio" affermando che non "credo che ciò dimostri una preoccupazione consapevole contro le donne".
Il filosofo Julian Baggini afferma di credere che ci sia "una piccola o nessuna discriminazione cosciente contro le donne nella filosofia". Allo stesso tempo però Baggini afferma anche che vi può essere una "grande quantità di inclinazione inconscia" contro le donne nella filosofia, perché la filosofia generalmente non affronta questioni di genere o di etnia.

## Storia

### Filosofia antica
Tra le donne-filosofo dell'antichità la celebre Aspasia di Mileto (470-400 circa) appare in alcuni degli scritti filosofici di Platone, Senofonte, Eschine Socratico e Antistene. Alcuni studiosi sostengono che lo stesso Platone fosse rimasto assai colpito dalla sua vivace intelligenza ed arguzia; il personaggio di Diotima di Mantinea presente nel dialogo Simposio è basato su di lei. Socrate attribuisce alla forse fittizia Diotima il suo sapere nell'arte di Eros e che lei stessa gli ha dato lezioni in tal senso contribuendo alla sua ricerca filosofica.
Le tarde opinioni platoniche nei confronti delle donne rimangono invece assai contestate, ma La Repubblica suggerisce che le donne sono ugualmente in grado di raggiungere istruzione, visione intellettuale e capacità organizzativa all'interno dello stato.
Tra le altre figure notevoli di filosofe del tempo vi sono:
- Assiotea (IV secolo a.C.)
- Maitreyi (tarda civiltà vedica)
- Gargi Vachaknavi (VII secolo a.C.)
- Teano di Crotone (VI secolo a.C.)
- Temistoclea di Delfi (VI secolo a.C.)
- Myia (500 a.C.), figlia di Teano
- Damo, sorella di Myia
- Arignota di Crotone
- Arete di Cirene (V-IV secolo), figlia di Aristippo
- Sosipatra di Efeso (IV secolo a.C.)
- Ipparchia di Maronia (IV secolo a.C.)
- Asclepigenia
- Timica di Sparta (inizio IV secolo)
- Fintis (IV-III secolo)
- Perictione, madre di Platone
- Nicarete di Megara (fiorita intorno al 300 a.C.)
- Leonzia (300 a.C.), discepola di Epicuro
- Temista di Lampsaco (inizio III secolo)
- Batis di Lampsaco (inizio III secolo)
- Aresa di Lucania (III secolo a.C.)
- Diotima (appare nel dialogo platonico del Simposio)
- Ban Zhao (circa 35-100)
- Esara
- Tolemaide di Cirene (III secolo)
- Caterina d'Alessandria (282-305)
- Ipazia (370)
- Xie Daoyun (340- 399 circa)
- Teodora di Emesa (VI secolo)

### Filosofia medievale
La filosofia medievale si fa generalmente cominciare dalla caduta dell'impero romano d'Occidente nel V secolo e perdurare fino al Rinascimento nel XVI secolo. Ipazia (350/370-415) fu una studiosa di matematica, astronomia e filosofia operante ad Alessandria d'Egitto, facente parte dell'impero romano d'Oriente. Si trovò a capo del neoplatonismo ed insegnò presso la grande biblioteca di Alessandria.
Altre filosofe di fama comprendono:
- Edesia di Alessandria, moglie del filosofo Ermia di Alessandria (V secolo)
- La coppia Abelardo ed Eloisa (1090-1164)
- Ildegarda di Bingen (1098-1179)
- Margherita Porete (1250-1310)
- Caterina da Siena (1347-1380)
- Tullia d'Aragona (circa 1510-1556)
- Moderata Fonte (1555-1592), pioniera delle critiche alla religione e del protofemminismo

### Filosofia moderna
Il XVII secolo segna l'inizio dell'epoca della filosofia moderna, che si concluse all'inizio del XX secolo. Nel corso del '600 varie filosofe hanno sostenuto l'importanza dell'istruzione femminile ed Elisabetta di Boemia ebbe un'importante corrispondenza con René Descartes, mentre durante la prima parte del XVIII secolo altre due donne hanno commentato la filosofia di John Locke. Laura Bassi (1711-1778) è stata la prima donna a guadagnarsi una cattedra universitaria in un campo scientifico.
Olympe de Gouges (1748-1793) chiese espressamente che alle donne francesi dovessero essere dati gli stessi diritti degli uomini, una posizione questa presa anche da Judith Sargent Murray (1751-1820) nel suo saggio del 1790 intitolato Sulla parità dei sessi e da Mary Wollstonecraft nella sua opera Rivendicazione dei diritti della donna del 1792.
Nel corso del XIX secolo Harriet Martineau (1802-76) criticò assai aspramente la carenza di formazione educativa tra le donne ed Harriet Taylor Mill (1807-58), Margaret Fuller (1810-50) e Antoinette Brown Blackwell (1825-1921) chiesero con insistenza un'evoluzione in senso positivo dei diritti delle donne. Charlotte Perkins Gilman (1860-1935) sostenne che le donne rimanevano oppresse da una cultura intrisa di androcentrismo.
Verso l'inizio del XX secolo Mary Whiton Calkins (1863-1930) fu la prima figura femminile a diventare presidente della American Philosophical Association. Pensatrici come Emma Goldman (1869-1940), esponente dell'anarchismo e Rosa Luxemburg (1871-1919), teorica della filosofia marxista, sono note per le loro idee politiche.

#### XVII secolo
- Marie de Gournay (1565-1645) era una critica della religione, proto-femminista, traduttrice e romanziera che ha insistito sul fatto che le donne avrebbero dovuto essere educate tanto quanto gli uomini.
- Anna Maria van Schurman (1607-1678) è stata una poliglotta nota per la sua difesa nei confronti dell'istruzione femminile.
- Elisabetta di Boemia (1618-1680) influenzò molte figure chiave del tempo e filosofi, in particolare René Descartes con il quale ebbe una fitta corrispondenza. Ha messo in discussione l'idea di Cartesio di dualismo, ovvero la mente separata dal resto del corpo, e le sue teorie in materia di comunicazione tra la mente ed il corpo.
- Margaret Cavendish (1623-1673) influenzò anch'essa molte figure maschili e filosofiche, in particolare lo stesso Descartes. Lei è famosa per aver discusso l'idea di Cartesio di dualismo e delle sue teorie sulla comunicazione tra la mente e il corpo.
- Anne Conway (1631-1679) è stata una filosofa inglese il cui lavoro, secondo la tradizione del gruppo universitario conosciuto sotto la denominazione di platonici di Cambridge, ha avuto una notevole influenza su Leibniz. Il pensiero della Conway è originale in quanto fa parte della filosofia razionalista, con caratteristiche di interesse per i modelli gino-centrici, ed in tal senso il suo è stato unico tra i sistemi seicenteschi[22].
- Juana Inés de la Cruz (1648-1695)
- Damaris Cudworth Masham (1659-1708) è stata una filosofa inglese, proto-femminista, che sosteneva l'educazione delle donne.
- Mary Astell (1666-1731) è stata una scrittrice, retore e femminista inglese nota per la difesa delle pari opportunità educative per le donne, al che le è valso il titolo di "prima femminista inglese"[23]. I suoi libri più noti descrivono il suo piano per stabilire un nuovo tipo di istituto d'istruzione per le donne.

#### XVIII secolo
- Catharine Trotter Cockburn (1679-1749) ha pubblicato il suo primo lavoro filosofico importante, una difesa di John Locke e del suo Saggio sull'intelletto umano nel 1702, all'età di 23 anni. Gran parte dell'interesse degli studiosi nei suoi confronti verte sugli studi di genere, centro della sua opera.
- Émilie du Châtelet (1706-1749) è stata una matematica e fisica francese; ha tradotto e commentato il lavoro di Isaac Newton Philosophiae Naturalis Principia Mathematica ed ha criticato la filosofia di Locke e sottolineato la necessità di verifica delle conoscenze attraverso l'esperienza. Ha anche teorizzato nei riguardi del libero arbitrio e sul modo di fare metafisica[24].
- Laura Bassi (1711-1778) è stata una filosofa e fisica italiana, oltre ad essere la prima donna al mondo ad ottenere una cattedra universitaria in un settore scientifico di studi. Ha ricevuto un dottorato dall'Università di Bologna nel maggio 1732[25], il terzo titolo di studio mai conferito a una donna da un'università[26], e la prima donna ad ottenere una cattedra in fisica presso una università in Europa[27]. È stata inoltre la prima donna a cui è stata offerta una posizione d'insegnamento ufficiale in un'università europea[26].
- Gaetana Agnesi (1718-1799) è stata una matematica, filosofa, teologa e filantropa italiana. Riconosciuta come una delle più grandi matematiche di tutti i tempi, fu la prima donna autrice di un libro di matematica e la prima a ottenere una cattedra universitaria di matematica presso l'Università di Bologna.
- Catharine Macaulay (1731-1791) è stata una storica e scrittrice inglese; ha attaccato il saggio di Edmund Burke "Pensieri sulla causa dell'attuale disagio", definendolo "un veleno ..."[28]. Nelle sue "Lettere sull'educazione" del 1790 ha sostenuto le tesi che Mary Wollstonecraft avrebbe fatto proprie nel 1792, tra cui che l'apparente debolezza delle donne era dovuta alla loro carente o completamente assente educazione[29].
- Catharine Macaulay (1731-1791) è stata una storica e scrittrice inglese; ha attaccato il saggio di Edmund Burke "Pensieri sulla causa dell'attuale disagio", definendolo "un veleno ..."[28]. Nelle sue "Lettere sull'educazione" del 1790 ha sostenuto le tesi che Mary Wollstonecraft avrebbe fatto proprie nel 1792, tra cui che l'apparente debolezza delle donne era dovuta alla loro carente o completamente assente educazione[29].
- Olympe de Gouges (1748-1793) è stata una drammaturga e politica francese i cui scritti di attivismo femminista e abolizionista nei confronti della schiavitù hanno raggiunto un vasto pubblico. Era una femminista precoce che ha chiesto che alle donne francesi fossero dati gli stessi diritti degli uomini. Nella sua Dichiarazione dei diritti della donna e della cittadina (1791) ha contestato la prassi dell'autorità maschile e la nozione di disuguaglianza uomo-donna.
- Judith Sargent Murray (1751-1820) è stata una delle prime americane sostenitrici dei diritti delle donne; saggista, drammaturga, poetessa e scrittrice di lettere, è stata inoltre una delle prime sostenitrici statunitensi dell'idea di parità dei sessi, in quanto le donne, come gli uomini, hanno sempre avuto una loro capacità di realizzazione intellettuale e dovrebbero essere pertanto anche in grado di raggiungere l'indipendenza economica. Tra i molti altri suoi testi influenti, spicca il saggio "Sulla parità dei sessi", che ha aperto la strada a nuovi pensieri e idee proposte da altre femministe e scrittrici del secolo. Il saggio ha preceduto quello di Mary Wollstonecraft sulla "rivendicazione dei diritti della donna", che è stato pubblicato nel 1792[30].
- Mary Wollstonecraft (1759-1797) è stata una scrittrice inglese, filosofa e sostenitrice dei diritti delle donne; è considerata una delle fondatrici delle filosofie femministe. Nella Rivendicazione dei diritti della donna (1792), la sua opera più famosa e influente[31], si sostiene che le donne non sono naturalmente inferiori agli uomini, ma sembrano esserlo solo perché non hanno accesso all'istruzione. Lei suggerisce che sia gli uomini che le donne, dovrebbero essere trattati come esseri razionali e immagina un ordine sociale fondato sulla ragione.

#### XIX secolo
- Marianna Florenzi Waddington (1802-1870) italiana, figlia del conte Pietro Bacinetti di Ravenna e della contessa Laura Rossi di Lugo. Intraprese studi letterari e si dedicò alla lettura di opere filosofiche, diventando l'ideale di donna istruita del tempo. Nel 1819 sposò a Perugia il marchese Ettore Florenzi di Rasina. Nel 1821 conobbe il principe Ludovico I di Baviera, con il quale entrò in intimità; si recò a Monaco ed entrò in contatto con la cultura tedesca, in particolare con lo studio della lingua stessa e la filosofia di Schelling, di cui tradusse il dialogo Bruno, oltre alla Monadologia di Leibniz. Rimasta vedova nel 1833, si risposò il 7 maggio 1836 con l'inglese Evelyn Waddington, futuro sindaco di Perugia. Nel 1850 pubblicò Confutazione del socialismo e comunismo, che, come molti dei suoi altri lavori, finì nell'Indice dei libri proibiti. Solo dopo la sua morte, venne rivalutata nell'ambito filosofico, grazie a Giovanni Gentile, che puntualizzò il contributo dato al dibattito intorno alla filosofia idealistica, e la sua originalità speculativa.
- Harriet Martineau (1802-1876) inglese, è stata una studiosa di teoria sociale e scrittrice politica, spesso citata come la prima donna sociologo[32]. Ha scritto libri e saggi di argomento sociologico, olistico, religioso, nazionale e femminile. In "Society in America" ha criticato lo stato dell'istruzione delle donne, affermando che l' "intelligenza delle donne è limitata da una restrizione ingiustificata" riguardante per l'appunto l'accesso all'istruzione; ha esortato pertanto le donne a diventare istruite e libere.
- Harriet Taylor Mill (1807-1858) è stata una filosofa e avvocatessa dei diritti delle donne. Nella sua autobiografia, John Stuart Mill ha affermato che era la coautrice della maggior parte dei libri e articoli pubblicati sotto il suo nome; egli ha dichiarato infatti che "quando due persone hanno i loro pensieri e le speculazioni del tutto in comune è di poca importanza, per quanto riguarda la questione dell'originalità, chi di loro tiene la penna". Insieme, hanno scritto "Primi saggi sul matrimonio e il divorzio", pubblicato nel 1832[33]. Il dibattito sulla natura e la portata della sua collaborazione è tuttora in corso[34].
- Margaret Fuller (1810-1850) è stata una giornalista americana, critica, filosofa e avvocatessa dei diritti delle donne. Il suo libro "La donna nel XIX secolo" è considerato il primo grande lavoro femminista ad essere stato pubblicato negli Stati Uniti. Era una sostenitrice attiva dello sviluppo dei diritti delle donne e, in particolare, dell'istruzione femminile e del diritto al lavoro retribuito. Molti altri avvocati per i diritti delle donne e femministe, tra cui Susan B. Anthony, citano la Fuller come fonte di ispirazione.
- George Eliot (1819-1880)
- Antoinette Brown Blackwell (1825-1921) è stata la prima donna ad essere ordinata pastore protestante negli Stati Uniti. Era un'oratrice pubblica ben versata e attiva sulle questioni più controverse, come l'abolizione della schiavitù per gli afroamericani; ha cercato inoltre attivamente di ampliare i diritti delle donne. Nel 1873 ha fondato l'Associazione Blackwell per l'avanzamento sociale delle donne.
- Helena Blavatsky (1831-1891) è stata la fondatrice della moderna teosofia.
- Victoria Welby (1837-1912) è stata un'autodidatta inglese di filosofia del linguaggio. Ha pubblicato articoli nelle principali riviste scientifiche in lingua inglese dell'epoca, "Mind" e "The Monist". Il suo primo libro filosofico, "Cosa è il Significato? Studi nello sviluppo della significatività" è del 1903, seguito da "Significati e lingua: Forma articolata della nostra espressività e risorse interpretative" nel 1911. Nei riguardi del problema del significato, la Welby ha considerato l'uso quotidiano della lingua, e ha coniato la parola Significs proprio per definire il suo approccio. Le teorie della Welby sulla significazione hanno anticipato la semantica contemporanea, la semiotica e la semiologia; ebbe inoltre un'importante corrispondenza con Charles Sanders Peirce.
- Bertha von Suttner (1843-1914) è stata una pacifista ceco-austriaca e romanziera. Nel 1905 è stata la prima donna a ricevere il premio Nobel per la pace[35]. Il pacifismo della Suttner è stato influenzato dagli scritti di Immanuel Kant, Henry Thomas Buckle, Herbert Spencer, Charles Darwin e Lev Tolstoj (Tolstoj ha elogiato apertamente il suo "Die Waffen Nieder!")[36].
- Helene von Druskowitz (1856-1918) è stata una filosofa, scrittrice e critica musicale austriaca. È stata la seconda donna ad ottenere un dottorato in filosofia presso l'università di Zurigo. Lei di solito ha pubblicato sotto uno pseudonimo maschile a causa del predominante maschilismo dell'epoca.
- Charlotte Perkins Gilman (1860-1935) era una femminista americana, sociologa, scrittrice e riformatrice sociale. La sua storia breve "The Yellow Wallpaper" è diventato un bestseller. La storia è quella di una donna che soffre di una malattia mentale, dopo che è stata per tre mesi rinchiusa in una stanza dal marito. Ha sostenuto che l'ambiente domestico fosse oppressivo nei confronti delle donne anche e soprattutto attraverso le credenze patriarcali sostenute dalla società[37]. La Gilman ha sostenuto che il contributo delle donne alla civiltà, nel corso della storia, si è arrestata a causa del prevalente andro-centrismo culturale. Ha sostenuto che le donne erano la parte più sottosviluppata dell'umanità;[38] era convinta che l'indipendenza economica avrebbe portato alle donne libertà ed uguaglianza.

#### Inizio del XX secolo
- Lou Andreas-Salomé (1861-1937) è stata a stretto contatto con Friedrich Nietzsche e Sigmund Freud.
- Mary Whiton Calkins (1863-1930) è stata una filosofa e psicologa statunitense. È stata anche la prima donna a diventare presidente della American Psychological Association e dell'American Philosophical Association. La Calkins ha studiato psicologia con William James e presso l'Università di Harvard, che le ha permesso di frequentare corsi, ma ha rifiutato di registrare il suo nome come studente, perché era una donna. Ha pubblicato la sua tesi di dottorato nel 1896, e dal Dipartimento di Filosofia e psicologia dell'Università di Harvard venne raccomandata perché le fosse concesso il dottorato, ma il presidente e il consiglio di Harvard rifiutarono, in quanto era una donna. Il presidente ritenne che le donne non avrebbero dovuto studiare assieme agli uomini. James era stupito per la decisione dell'università e definì il suo "l'esame più brillante per il dottorato di ricerca che abbiamo avuto ad Harvard." Ha pubblicato quattro libri e oltre un centinaio di articoli su temi di psicologia e filosofia. Fu anche un'accanita sostenitrice dei diritti delle donne e del diritto di voto alle donne chiesto dalle suffragette.
- Emma Goldman (1869-1940) è stata un'anarchica nota per il suo attivismo politico, i suoi scritti e discorsi. Ha svolto un ruolo fondamentale nello sviluppo della filosofia politica anarchica nella prima metà del XX secolo; è stata vista come un'esponente del libero pensiero, una "donna ribelle" dagli ammiratori, e denunciata dalla critica come una sostenitrice della rivoluzione violenta. I suoi scritti riguardano una vasta gamma di questioni, tra cui l'ateismo, la libertà di parola, il militarismo, il capitalismo, il matrimonio, l'amore libero e l'omosessualità. Anche se lei stessa prese le distanze dalla prima ondata del femminismo e dei suoi sforzi verso il suffragio femminile, ha sviluppato modi di incorporare la politica di genere nell'anarchismo.
- Rosa Luxemburg (1871-1919) è stato una teorica del marxismo, filosofa, economista e rivoluzionaria socialista di origine polacco-ebraica. La Luxemburg ha difeso la dialettica del materialismo di Karl Marx e la sua concezione della storia e contribuì a fondare il Partito Comunista in Germania.

### Filosofia contemporanea
La filosofia contemporanea costituisce il periodo attuale della storia della filosofia occidentale a partire dalla fine del XIX secolo con la professionalizzazione della disciplina e l'accrescimento della filosofia analitica e della filosofia continentale. Alcune delle filosofe più influenti di questo periodo sono:
- Edith Stein (1891-1942)
- Susanne Langer (1895-1985) è stata una filosofa statunitense della mente e dell'estetica, influenzata da Ernst Cassirer e da Alfred North Whitehead. È stata una delle prime donne a raggiungere una carriera accademica in filosofia e la prima donna ad essere popolarmente e professionalmente riconosciuta come una filosofa americana. Langer è meglio conosciuta per il suo libro del 1942 intitolato Philosophy in a New Key. Esso ha sostenuto che v'è un bisogno umano fondamentale e pervasivo di simboleggiare il mondo, di inventare significati e di investire gli stessi significati in uno scopo nel mondo[39].
- Hannah Arendt (1906-1975) è stata una filosofa, storica e scrittrice tedesca naturalizzata statunitense. La privazione dei diritti civili e la persecuzione subìte in Germania a partire dal 1933 a causa delle sue origini ebraiche, unitamente alla sua breve carcerazione, contribuirono a far maturare in lei la decisione di emigrare. Il regime nazista le ritirò la cittadinanza nel 1937 e rimase quindi apolide fino al 1951, anno in cui ottenne la cittadinanza statunitense. Lavorò come giornalista e docente di scuola superiore e pubblicò opere importanti di filosofia politica. Rifiutò sempre di essere categorizzata come filosofa, preferì che la sua opera fosse descritta come teoria politica invece che come filosofia politica.
- Simone de Beauvoir (1908-1986) è stata una scrittrice francese, un'intellettuale, filosofa esistenzialista, attivista politica, teorica femminista e sociale. Anche se lei non si considerava un filosofo, ebbe una notevole influenza sia sull'esistenzialismo femminista che sulla teoria femminista[40]. De Beauvoir ha scritto romanzi, saggi, biografie, autobiografie e monografie sulla filosofia, sulla politica e le questioni sociali. Lei è nota anche e soprattutto per il suo trattato del 1949 Il secondo sesso, un'analisi dettagliata dell'oppressione delle donne e un tratto fondante del femminismo contemporaneo.
- Simone Weil (1909-1943). Contributi che spaziano dall'etica a saggi di taglio storico, estetico, esistenzialista e psicologico.
- Gertrude Elizabeth Margaret Anscombe (1919-2001), di solito citata con il nominativo puntato G. E. M. Anscombe, era una filosofia analitica inglese. Il suo articolo del 1958 "Modern Moral Philosophy" ha introdotto il termine "consequenzialismo" nel linguaggio della filosofia analitica, e ha avuto un'influenza fondamentale sull'etica delle virtù contemporanea. La sua monografia intitolata Intention è generalmente riconosciuta come il suo lavoro più vasto ed influente, ed il continuo interesse filosofico nei concetti di intenzione, azione e ragionamento pratico si può dire che abbiano preso il loro input principale proprio da questa sua opera. Mary Warnock l'ha descritta nel 2006 come "un gigante indubbio tra le filosofe" mentre John Haldane ha detto che "certamente ha una buona pretesa di essere il più grande filosofo della donna che noi conosciamo"[41].
- Mary Midgley (nata nel 1919) è una filosofa morale inglese. È stata un docente di filosofia presso l'Università di Newcastle, è conosciuta per il suo lavoro sulla scienza, l'etica e i diritti degli animali. Midgley si oppone fortemente al riduzionismo e allo scientismo e degli eventuali tentativi di rendere la scienza un sostituto per le scienze umane; un ruolo per il quale è, sostiene, del tutto insufficiente. Lei ha scritto molto su ciò che i filosofi possono imparare dalla natura, in particolare dagli animali. il The Guardian l'ha descritta come una delle filosofe più ferocemente combattive del Regno Unito: il "più importante flagello della 'pretesa scientifica'"[42].
- Mary Warnock (nata nel 1924) è una filosofa britannica della morale, dell'educazione e della mente, e scrittrice dell'esistenzialismo. Dal 1984 al 1991 è stata titolare presso il Girton College di Cambridge. Warnock ha studiato alla Lady Margaret Hall e ne è stata nominata membro onorario nel 1984. Ha consegnato le Gifford Lectures dal titolo "L'immaginazione e la comprensione" presso l'Università di Glasgow nel 1992. Ha scritto ampiamente sull'etica, l'esistenzialismo e la filosofia della mente[43].
- Philippa Ruth Foot (1920-2010) è stata una filosofa britannica, più nota per le sue opere riguardanti l'etica. Lei è stata una delle fondatrici dell'etica della virtù contemporanee, ispirate dall'etica di Aristotele. La sua carriera ha in seguito segnato un cambiamento significativo in vista del suo lavoro durante gli anni 1950 e '60 il quale può essere visto come un tentativo di modernizzare la teoria etica aristotelica per dimostrare che è adattabile ad una visione del mondo contemporanea e, quindi, che poteva competere con tali teorie popolari come le moderne etica deontologica e utilitaristica. Alcuni dei suoi lavori sono stati cruciali nel far riemergere l'etica normativa all'interno della filosofia analitica, in particolare la sua critica del consequenzialismo e del non-cognitivismo. Un esempio familiare è la discussione da lei iniziata e conosciuta come problema del carrello ferroviario. L'approccio da lei tenuto è stato influenzato dal lavoro successivo di Ludwig Wittgenstein, anche se raramente affrontato in modo esplicito con i materiali da lui trattati.
- Patricia Churchland (nata nel 1943) è una filosofa canadese-statunitense nota per i suoi contributi alla neurofilosofia e alla filosofia della mente. Lei è professoressa di UC e presidente emerita di filosofia presso l'Università della California, San Diego (UCSD), dove ha insegnato a partire dal 1984. Educata presso l'Università della Columbia Britannica, l'Università di Pittsburgh e l'Università di Oxford, ha insegnato filosofia presso l'Università di Manitoba nel 1969-1984.
- Susan Haack (nata nel 1945) è professoressa ordinaria nelle discipline umanistiche, professoressa di filosofia, e professoressa di diritto presso l'Università di Miami. Ha conseguito il dottorato di ricerca presso l'Università di Cambridge. Ha scritto sulla logica, la filosofia del linguaggio, l'epistemologia e la metafisica. Il suo pragmatismo segue quello di Charles Sanders Peirce. Un importante contributo di Haack alla filosofia è la sua teoria epistemologica chiamata foundherentismo[44][45][46], che è il suo tentativo di evitare i problemi logici sia del fondazionalismo puro (che è suscettibile di regresso infinito) sia del puro coerentismo (che è suscettibile di circolarità). Haack è stata anche una critica feroce di Richard Rorty[47][48]. È fondamentalmente del parere che ci sia un punto di vista specificamente femminile sulla logica e sulla verità scientifica e ciò è fondamentale per l'epistemologia femminista. Lei sostiene che molte critiche femministe della scienza e della filosofia sono eccessivamente preoccupate del 'politicamente corretto'[49][50].

Altre importanti figure femminili della filosofia contemporanea sono:
- Hedwig Conrad-Martius (1888-1966)
- Grete Hermann (1901-1984)
- Ayn Rand (1905-1982)
- Alice Ambrose (1906–2001)
- Sofia Vanni-Rovighi (1908–1990)
- Raya Dunayevskaya (1910–1987)
- Jeanne Hersch (1910–2000)
- Iris Murdoch (1919–1999)
- Gertrude Elizabeth Margaret Anscombe (1919-2001)
- Ruth Barcan Marcus (1921-2012)
- Mary Hesse (1924-2016)
- Maria Adelaide Raschini (1925-1999)
- Ágnes Heller (1929-2019)
- Judith Jarvis Thomson (nata nel 1929)
- Luce Irigaray (nata nel 1930)
- Monique Wittig (1935-2003)
- Maria Luisa Dalla Chiara (nata nel 1938)
- Germaine Greer (nata nel 1939)
- Angela Ales Bello (nata nel 1939)
- Marilyn Frye (nata nel 1941)
- Julia Kristeva (nata nel 1941) è stata un'esponente di spicco della seconda ondata femminista.
- Margaret Gilbert (nata nel 1942)
- Gayatri Chakravorty Spivak (nata nel 1942)
- Marilyn McCord Adams (1943-2017)
- Nancy Cartwright (nata nel 1944)
- Donna Haraway (nata nel 1944)
- Julia Annas (nata nel 1946)
- Nancy Fraser (nata nel 1947)
- Adriana Cavarero (nata nel 1947)
- Martha Nussbaum (nata nel 1947)
- Eva Picardi (1948-2017)
- Laura Boella (nata nel 1949)
- Seyla Benhabib (nata nel 1950)
- Sybille Krämer (nata nel 1950)
- Avital Ronell (nata nel 1952)
- Vandana Shiva (nata nel 1952)
- Franca D'Agostini (nata nel 1952)
- Roberta De Monticelli (nata nel 1952)
- Caterina Resta (nata nel 1953)
- Linda Martín Alcoff (nata nel 1955)
- Donatella Di Cesare (nata nel 1955)
- Judith Butler (nata nel 1956)
- Babette Babich (nata nel 1956)
- Ruth Hagengruber (nata nel 1958)
- Uma Narayan (nata nel 1958)
- Tamar Gendler (nata nel 1965)
- Alenka Zupančič (nata nel 1966)